# Vilhovețke, Haivoron
Vilhovețke (în ucraineană Вільховецьке) este un sat în comuna Mohîlne din raionul Haivoron, regiunea Kirovohrad, Ucraina.

## Demografie
Componența lingvistică a localității Vilhovețke
     Ucraineană (96,63%)
     Rusă (3,37%)
Conform recensământului din 2001, majoritatea populației localității Vilhovețke era vorbitoare de ucraineană (96,63%), existând în minoritate și vorbitori de rusă (3,37%).